# Narmer
Narmer (... – 3125 a.C.) è stato un faraone egizio appartenente alla Dinastia 0 (Dinastia 0).
Menes, semi-leggendario primo unificatore dell'Alto e del Basso Egitto, è quasi unanimemente identificato con Narmer.

## Biografia
A questo re guerriero è attribuita, per tradizione, la prima unificazione del Basso Egitto con l'Alto Egitto, in una data intorno al 3150 a.C. Questa tradizione risale al Nuovo Regno e non esistono prove documentali che possano ulteriormente confermarla o smentirla. L'esistenza di questo sovrano è attestata da una paletta per trucco di straordinaria rilevanza storica (Tavoletta di Narmer), scoperta a Ieracompoli nel 1898, su cui compare il serekht con i glifi nˁr mr, e da numerosi altri reperti.
La stessa paletta sembrerebbe anche confermare che il sovrano in questione regnò su tutto l'Egitto, essendo questi rappresentato con in capo da un lato la corona del Basso Egitto, e dall'altro quella dell'Alto Egitto.
È possibile, ma non probabile, che anche il semi-mitico Re Scorpione si debba identificare con lo stesso Narmer. Sia Erodoto che Diodoro Siculo concordano nell'attribuire a questo re la fondazione della città che in seguito sarà conosciuta come Menfi, e che all'epoca della fondazione era denominata Muro Bianco.
È probabile che la nuova città, posta nel punto di giunzione tra Alto e Basso Egitto, sia stata eretta per essere la capitale del nuovo regno unificato. In questo caso, l'appellativo di "tinite" dato alle prime due dinastie indicherebbe non la capitale, bensì il luogo d'origine dei sovrani.

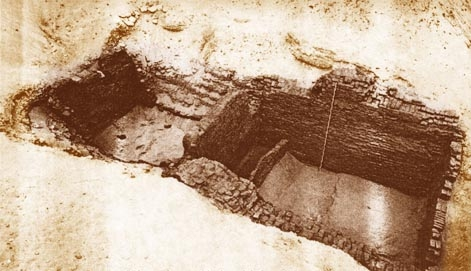
La tomba di Narmer ad Abido (B17/B18).

Claudio Eliano attribuisce ai sacerdoti menfiti la tradizione secondo cui Narmer avrebbe istituito il culto del dio Api.
Alcune scoperte recenti, delle liste reali rinvenute nelle tombe di Den e Qa'a, hanno messo in dubbio l'identificazione di Menes con Narmer. In queste liste il nome Menes non compare, mentre viene confermato Narmer come fondatore della dinastia.
Nel 1994 il serekht di questo sovrano è stato riconosciuto sui resti di un contenitore per vino rinvenuti in uno scavo archeologico nel sud di Israele.

## Ipotesi e scoperte sulla regina Neithotep
Fino al gennaio 2016 si è ipotizzato che la consorte principale di Narmer fosse una principessa del Basso Egitto identificata col nome di Neithotep (Neith è contenta), nome che compare nelle tombe dei successori del sovrano: Aha, Djer. Alcuni ipotizzarono che fosse madre del faraone Aha (o Hor-Aha). D'altro lato la scoperta e la decifrazione (avvenuta nel gennaio del 2016 nel Sinai, durante una spedizione condotta dall'archeologo francese Pierre Tallet), di iscrizioni sulla roccia risalenti al periodo in questione, ha rivelato che Neithotep fu regina reggente nei primi anni del regno di Djer, secondo successore di Narmer, e che quindi fu probabilmente una sposa di Aha.

## Identificazione con il faraone Menes

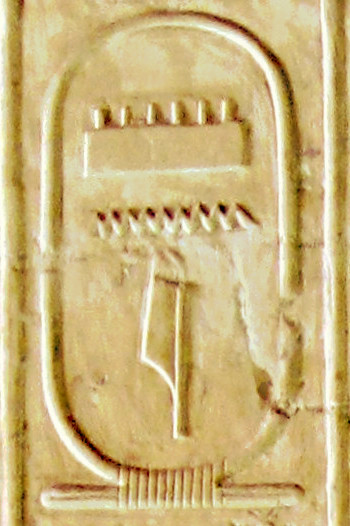
Il cartiglio con il nome Menes (in egizio: mnj) nella Lista reale del Tempio di Seti I ad Abido

Narmer è ritenuto, per generale consenso degli archeologi ed egittologi, il personaggio storico corrispondente al semi-leggendario faraone Menes, cui la tradizione attribuisce l'impresa della prima unificazione dell'Alto e Basso Egitto. Il nome Menes, che significa Colui che perdura/Che è stabile, ha la sua prima attestazione nella Lista reale di Abido, risalente alla XIX dinastia egizia, ove compare con la pronuncia */maˈnij/. La grafia Menes (greco antico: Μήνης) fu introdotta dallo storico ellenistico Manetone, nel periodo tolemaico. L'archeologo inglese I. E. S. Edwards ipotizzò che il termine Menes fosse solamente un epiteto riferito a un eroe semi-mitico il cui nome reale non sarebbe pervenuto, quando non riferibile perfino a un gruppo collettivo di re protodinastici (Ka, Scorpione II e Narmer).
Le prove archeologiche coeve (la Lista di Abido è successiva di più di 18 secoli) che menzionano Menes sono quasi del tutto assenti. Tale mancanza di rinvenimenti, unita all'abbondanza di reperti su Narmer, il quale condivide tradizionalmente col primo, ma con maggiore credito da parte dell'archeologia, il merito di aver unificato l'Egitto sotto un potere unico, ha portato all'identificazione di Menes con il faraone Narmer.

## Sepoltura e manufatti

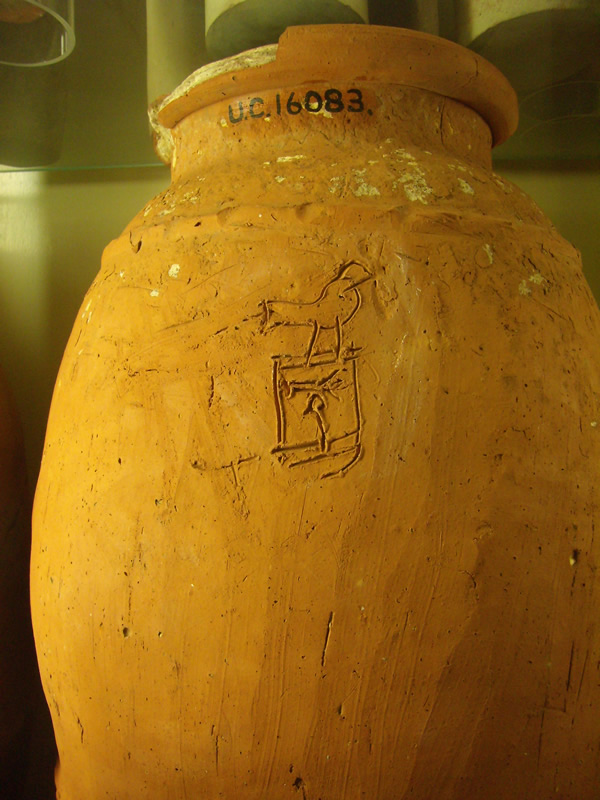
Il nome di Narmer su un vaso rinvenuto a Tarkan (tomba 414). Petrie Museum (UC 16083).

La tomba di Narmer è stata rinvenuta nella necropoli di Umm el-Qa'ab presso Abido, e consiste di due camere sotterranee collegate tra loro (attualmente identificate come B17 e B18). Si trova accanto alla tomba di Ka, che regnò in Egitto prima di lui.
Oggetti riportanti il nome di Narmer sono stati rinvenuti in tutto l'Egitto e nella parte meridionale della regione di Canaan. Il suo serekht è stato rinvenuto in ben 12 siti: tre nell'Alto Egitto (Ieracompoli, Naqada e Abido), sette nel Basso Egitto (Tarkan, Helwan, Zawyet el-Aryan, Tell Ibrahim Awad, Ezbet el-Tell, Minshat Abu Omar e Kafr Hassan Dawood).
Durante il regno di Narmer l'Egitto esercitò una notevole influenza economica a sud di Canaan, in Palestina. Cocci di ceramica sono stati rilevati in numerosi siti, sia prodotti in Egitto e importati nella regione che prodotti in loco da artigiani locali in stile egizio. La scoperta di questi ultimi ha confermato l'ipotesi della presenza di una colonia egizia a Canaan, contrariamente alla teoria secondo cui il territorio avrebbe visto esclusivamente il passaggio di carovane e mercanti dall'Egitto. Tale presenza in territorio palestinese è stata anche interpretata nei termini di un'invasione militare, benché ciò sia oggetto di dibattito. La scoperta dei resti di una fortezza egizia a Tel el-Sakan, ascrivibile cronologicamente al periodo di Narmer, suggerisce, se non un'invasione, perlomeno una presenza militare.
Dopo due secoli di presenza attiva in terra cananea, l'influenza egizia raggiunse il picco durante il regno di Narmer, declinando rapidamente dopo di lui.

## Liste Reali
| mn · n | i |

| mn · n | i |

| mn · n | i |

| mn · n | i |

| mn · n | i |

| mn · n | i |

| mn · n | i |

| mn · n | i |

|  | \| \| \| \| \| \| |
|  |                   |
|  |                   |
|  |                   |

|  |
|  |
|  |

| mn · n | i | G7 |

| mn · n | i | G7 |

| mn · n | i | G7 |

| mn · n | i | G7 |

| mn · n | i | G7 |

| mn · n | i | G7 |

| mn · n | i | G7 |

| mn · n | i | G7 |

## Titolatura
| G5 |

| G5 |

|  |  | \| \| \| \| \| \| |
|  |  |                   |
|  |  |                   |
|  |  |                   |

|  |
|  |
|  |

| G16 |

| G16 |

|  |

| G8 |

| G8 |

|  |

| M23 · X1 | L2 · X1 |

| M23 · X1 | L2 · X1 |

| mn · n | i |

| mn · n | i |

| mn · n | i |

| mn · n | i |

| mn · n | i |

| mn · n | i |

| mn · n | i |

| mn · n | i |

| G39 | N5 |

| G39 | N5 |

|                   | \| \| \| Non ancora in uso \| \| \| |
|                   |                                     |
| Non ancora in uso |                                     |
|                   |                                     |

|                   |
| Non ancora in uso |
|                   |

## Datazioni
| Autore   | datazione                          |
| -------- | ---------------------------------- |
| Gardiner | a partire dal 3100 a.C. ± 150 anni |

## Galleria d'immagini
Le immagini che seguono presentano alcuni oggetti su cui è riportato il nome di Narmer e che costituiscono quindi una testimonianza della storicità ed importanza di questo sovrano.

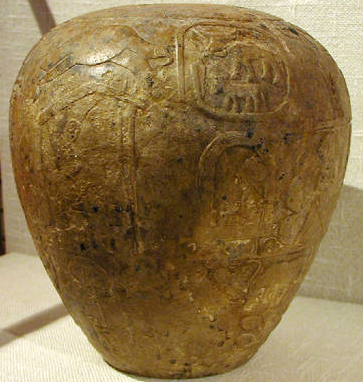
Hedj ovvero la testa di mazza recante il nome di Narmer.
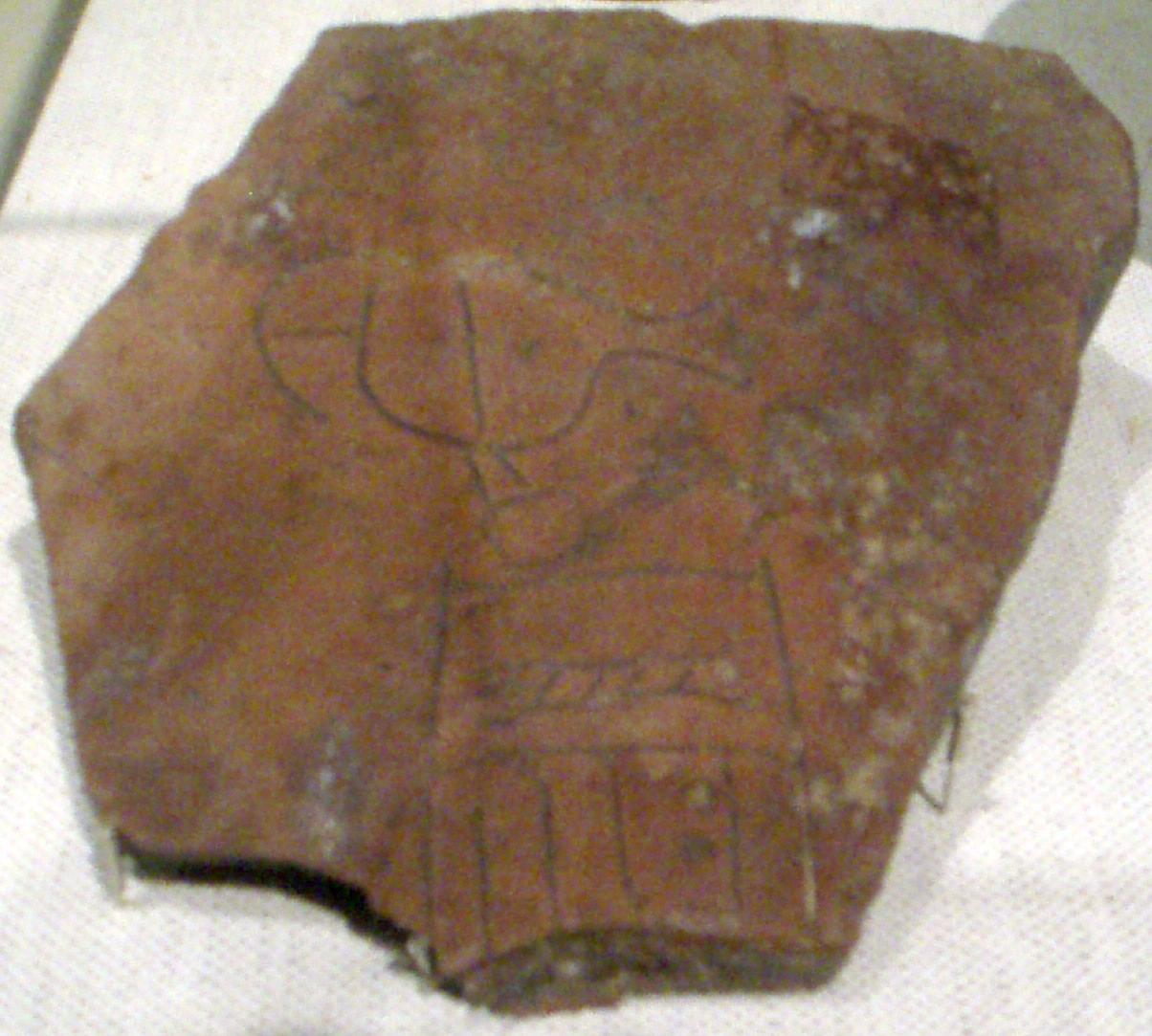
Frammento di vasellame.
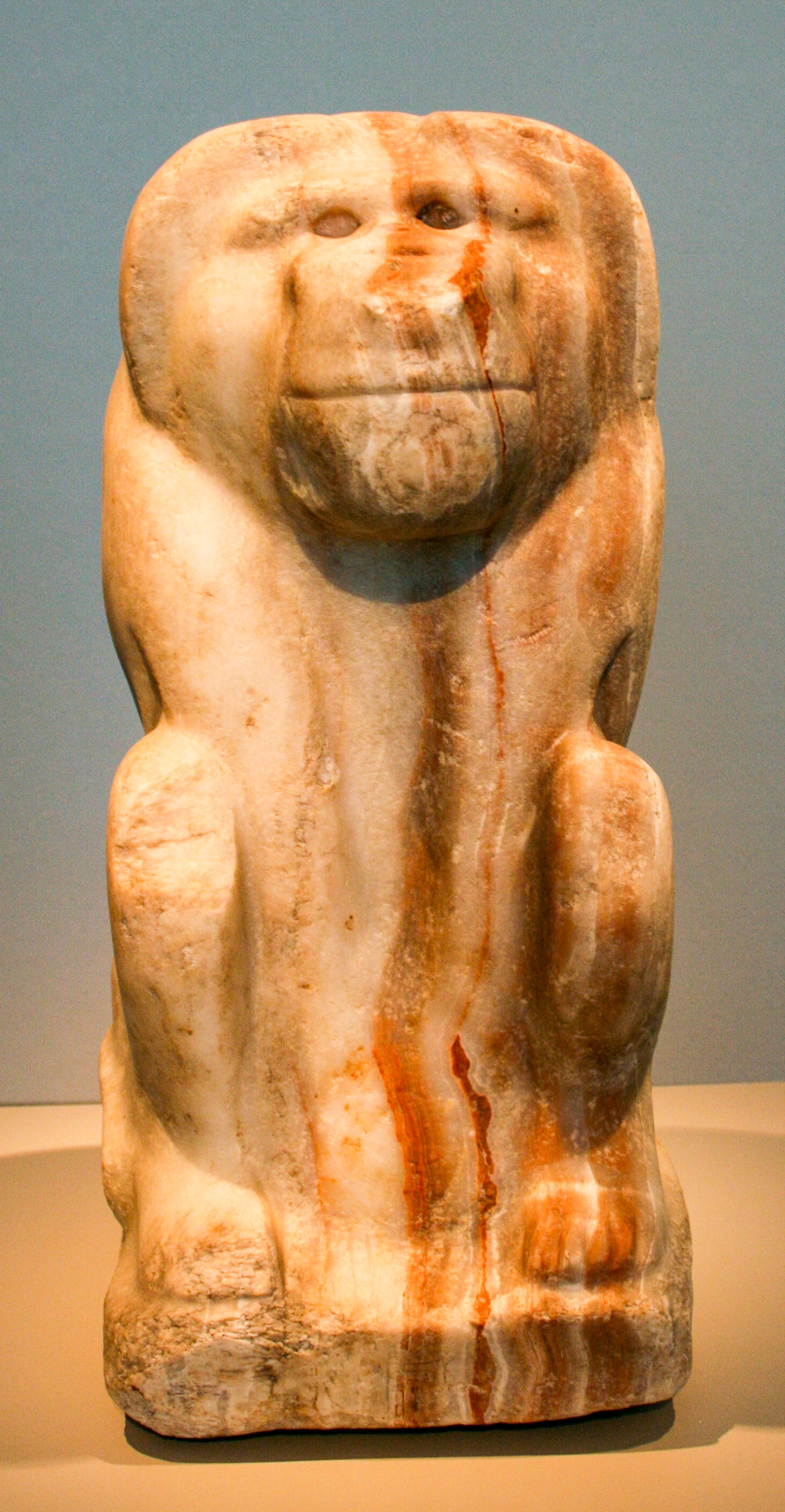
Statuetta raffigurante un babbuino recante il serekht di Narmer inciso sulla base. Berlino, Museo egizio.
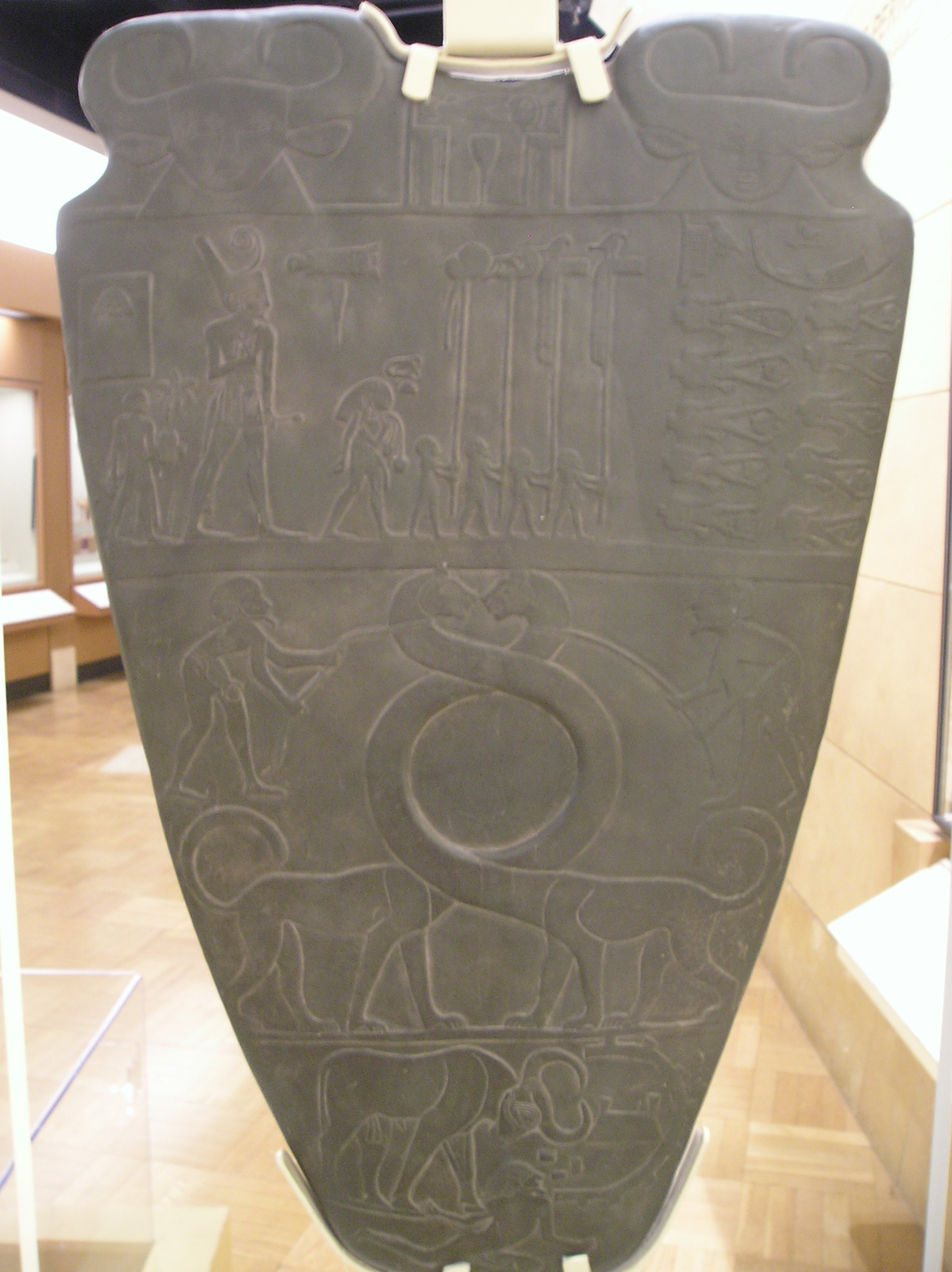
Fronte di paletta per trucco. Riproduzione conservata presso il Museo di Toronto.
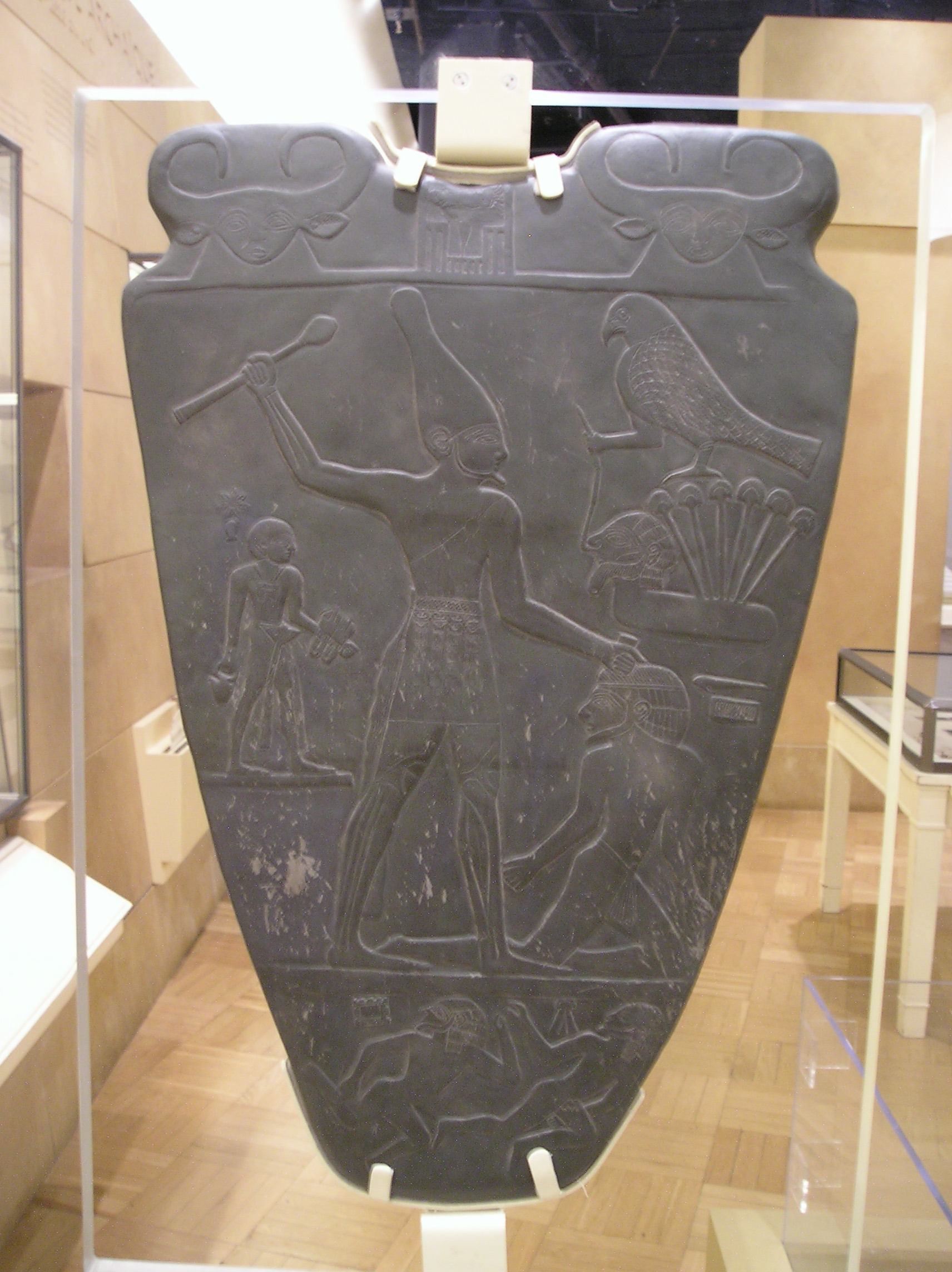
Retro di paletta per trucco. Riproduzione conservata presso il Museo di Toronto.